# トヨタ・G型エンジン (初代)

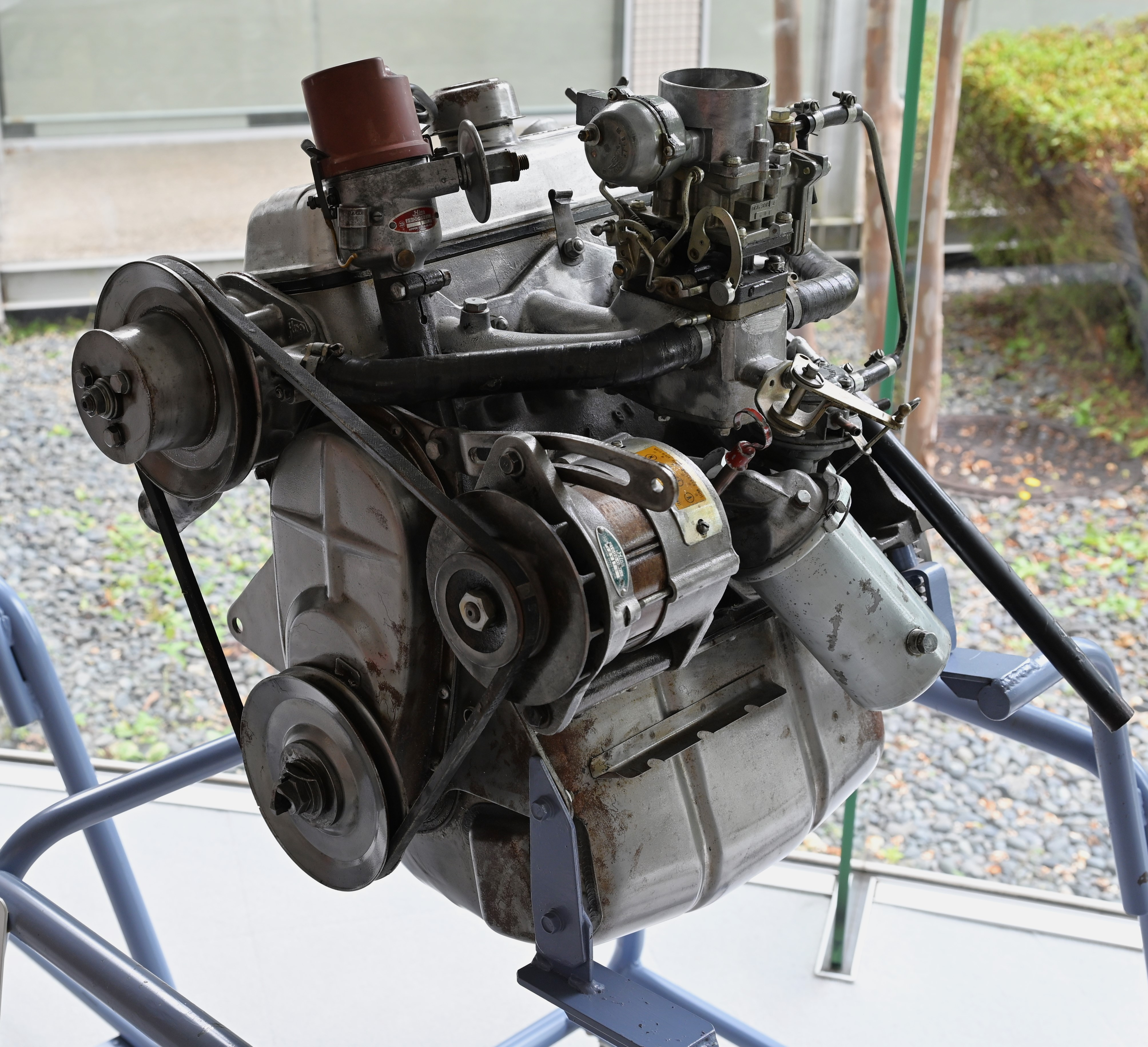
コンテッサ1300に搭載された日野・GR100型エンジン

トヨタ・G型エンジン（トヨタ・Gがたエンジン）は、トヨタ自動車の水冷直列4気筒ガソリンエンジンの系列である。

## 概要
- 日野自動車が1964年（昭和39年）にコンテッサ1300用として開発した4気筒5ベアリング・1251ccの新型エンジン「GR100」は、小型ボンネットトラックの日野・ブリスカにも搭載されていた。この後1966年（昭和41年）のトヨタと日野の業務提携により乗用車のコンテッサが1967年（昭和42年）で生産中止された一方、ブリスカはブランドを日野からトヨタに変更して当座の生産・販売が続行された。
- このため、ブリスカ用GR100をトヨタのエンジン系列に組み入れて改称したのがG型である。1968年（昭和43年）にはブリスカが新規設計されたハイラックスにモデルチェンジしたことで、G型の生産は比較的短期間で終了した。
- 生産期間
  - 1967年4月 - 1968年3月（国内向け）

## 系譜
- エンジン型式一覧の自動車用エンジンの系譜を参照。

## 型式

### G
- 種類：OHV 8バルブ
- 排気量：1.251L
- 搭載車種（車両型式）
  - トヨタ・ブリスカ（GY10）
    - トヨタ提携後に型式変更のないまま、多くの部品がトヨタ系の部品に刷新され、製造費や開発費の削減が図られた。